# Acta Numerica
Acta Numerica es una revista de matemáticas que publica investigaciones sobre análisis numérico. Se creó en 1992 para publicar resúmenes ampliamente accesibles de los avances recientes en este campo.  Cada año se publica un volumen que consta de artículos de revisión y encuestas de autores invitados por el consejo editorial de la revista.
La revista está indexada por Mathematical Reviews y Zentralblatt MATH. Durante el período 2004 – 2009, tuvo un MCQ (cociente matemático de citas) de 3,43, el más alto de todas las revistas indexadas por Mathematical Reviews durante ese período de tiempo. 
Desde el 1 de julio de 2024 todos los artículos son  de acceso abierto; se publican con una licencia Creative Commons y están disponibles gratuitamente en línea.